# Monongahela (Pennsylvania)
Monongahela è un comune (city) degli Stati Uniti d'America, situato nello stato della Pennsylvania, nella contea di Washington.